# 澤田拳也
澤田 拳也（さわだ けんや、1965年1月28日 - 、別名：沢田 謙也、澤田 謙也）は、神奈川県川崎市出身の俳優。血液型O型。身長171cm、胸囲110cm。既婚者。所属事務所は、ホーク・インターナショナル（個人事務所）及び業務提携としてジェームズワン。

## 来歴・人物
弟がいる。神奈川県川崎市に住んでいた10代の頃は、地元では喧嘩の強い「澤田兄弟」と呼ばれていた。
12歳から少林寺拳法を始め、16歳で三段取得。19歳からキックボクシングを始め、タイでも修行を行った。その後、少林寺拳法とキックボクシングを融合させた独自のスタイルを確立する。
神奈川大学経済学部卒業。大学在学中から多くのスカウトを受け、その中でデビュー前から親身に相談に乗ってくれていたという西城秀樹の事務所「アースコーポレーション」を所属先に決めてデビュー。
映画『ストリートファイター』でハリウッドデビュー。
『デッドヒート』でジャッキー・チェンと共演。ジャッキー・チェンとは交流が深く、何度も共演している。『武勇伝』ではK-1ファイター魔裟斗と共演。
『ホーク/B計画』のSAT隊長鷹見役や『Color of pain 野狼』の龍也役で主演を務める。『ホーク/B計画』では原案・製作も務める。同作で共演した高嶋政伸とは友人である。
2008年に澤田謙也から澤田拳也へ改名したが、後に澤田謙也に戻している。

## 主な出演作品

### 映画
- ZIPANG（1990年） - トバツ 役
- 落陽（1992年、日活） - 呂 役
- ストリートファイター（1995年、COLTRI） - キャプテン・サワダ 役
- デッドヒート（1996年、東宝東和） - 黒澤 役
- 野獣の瞳（1997年、ギャガ） - 山田 役
- ホーク/B計画（2000年、アートポート） - 鷹見 役
- Color of pain 野狼（2001年、アートポート） - 野狼龍也 役[8]
- 鬼が来た!（2002年、東光徳間） - 酒塚猪吉少尉 役
- 武勇伝（2003年、アートポート） - 吾妻吾郎 役
- 新宿インシデント（2009年） - 中島 役
- イップ・マン 誕生（2010年） - 北野行雄 役
- はさみ hasami（2010年）
- 大魔術師"X"のダブル・トリック（2013年） - 御手洗太郎 役
- Hiddn Man（2018年）
- 黄飛鴻 怒海雄風（2019年）
- 紋身（2022年） - 浅野 役

### テレビドラマ
- 映画みたいな恋したい「麗しのサブリナ」（1991年）
- 平清盛（1992年） - 平家貞 役
- DCU（2022年）[9]

### 特撮
- 電光超人グリッドマン（1993年） - 柏木 役 ※第13話ゲスト

### バラエティ
- ＃お正月おじさん（2021年1月4日、東海テレビ）[10]

### CM
- エナジー青汁（2021年、How are you）[11]

### オリジナルビデオ
- 赤い薔薇のライセンス（1991年）
- ヘイ!オイラーズ -甦るスカイライン神話-（1991年）
- 愛という名の銃弾（1993年） - スティーブ山本

### ゲーム
- ストリートファイター ザ・ムービー（1995年、カプコン） - キャプテン・サワダ 役、フェイロン 役（背景）
- ストリートファイター リアルバトル オン フィルム（1995年、カプコン） - キャプテン・サワダ 役
- まいにちいっしょ（SCE） - キャプテン・サワダ 役、中島 役
  - トロ・ステーションの第766回「キャプテン・サワダの護身術入門」（2008年12月13日放送）、886回・887回「ラーメン屋さん見学にあの人登場」（2009年4月12日・13日）、906回「新宿インシデント」（2009年5月2日）に出演。
- 週刊トロ・ステーション（SCE） - キャプテン・サワダ 役
  - トロ・ステーションの第16号「プロに教わる!たのしい海外旅行」（2010年2月27日）に出演。

## 脚本
- ストリートファイターII MOVIE（1994年、脚本協力）
- ストリートファイターII V（1995年、シリーズ原作協力・脚本）

## その他
- 格闘技
  - 少林寺拳法3段、キックボクシング
- スポーツ
  - スキューバダイビング、乗馬

## リンク
- 澤田謙也 公式ウェブサイト
- 【公認】澤田謙也・専属カメラマン (@sawadakenya) - X
- 澤田謙也チャンネル - YouTubeチャンネル
- 澤田拳也 - allcinema
- Kenya Sawada - IMDb（英語）
- 澤田謙也 - Hong Kong Movie DataBase